# 三好郡
- 令制国一覧 > 南海道 > 阿波国 > 三好郡
- 日本 > 四国地方 > 徳島県 > 三好郡

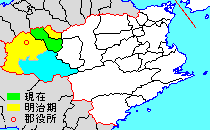
徳島県三好郡の位置（緑：東みよし町 水色：後に他郡から編入した区域）

三好郡（みよしぐん）は、徳島県（阿波国）の郡。
人口12,611人、面積122.48km²、人口密度103人/km²。（2025年6月1日、推計人口）
以下の1町を含む。
- 東みよし町（ひがしみよしちょう）

## 郡域
1879年（明治12年）に行政区画として発足した当時の郡域は、上記1町のほか、三好市の一部（東祖谷各町・西祖谷山村各町を除く）にあたる。

## 歴史
貞観2年（860年）に美馬郡三野郷・三縄郷・三津郷が分立。戦国時代中～末期に畿内などで活躍した三好氏の出身地となった。

### 近世以降の沿革
- 明治初年時点で、全域が阿波徳島藩領であった。「旧高旧領取調帳」に記載されている村は以下の通り。（32村）

清水村、勢力村、加茂野宮村、芝生村、太刀野山村、太刀野村、足代村、中庄村、毛田村、西庄村、加茂村、昼間村、東山村、州津村、西山村、東井川村、井内谷、白地村、馬路村、佐野村、中西村、大利村、川崎村、漆川村、中津川村、西井川村、池田村、松尾村、山城谷、西宇村、上名村、下名村
- 明治4年
  - 7月14日（1871年8月29日） - 廃藩置県により徳島県（第1次）の管轄となる。
  - 11月15日（1871年12月26日） - 第1次府県統合により名東県の管轄となる。
- 明治9年（1876年）8月21日 - 第2次府県統合により高知県の管轄となる。
- 明治12年（1879年）1月4日[1] - 郡区町村編制法の高知県での施行により行政区画としての三好郡が発足。郡役所が池田村に設置。
- 明治13年（1880年）3月2日 - 徳島県（第2次）の管轄となる。

### 町村制以降の沿革

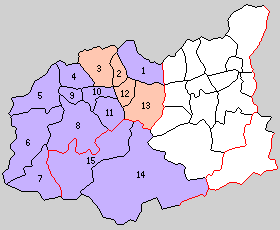
1.三野村 2.足代村 3.昼間村 4.箸蔵村 5.佐馬地村 6.山城谷村 7.三名村 8.三縄村 9.池田村 10.井川村 11.井内谷村 12.加茂村 13.三庄村 14.東祖谷山村 15.西祖谷山村（紫：三好市 橙：東みよし町）

- 明治22年（1889年）10月1日 - 町村制の施行により、以下の各村が発足。特記以外は全域が現・三好市。（13村）
  - 三野村 ← 清水村、加茂野宮村、勢力村、芝生村、太刀野村、太刀野山村
  - 足代村（単独村制。現・東みよし町）
  - 昼間村 ← 昼間村、東山村（現・東みよし町）
  - 箸蔵村 ← 州津村、西山村
  - 佐馬地村 ← 馬路村、佐野村、白地村
  - 山城谷村（山城谷が単独村制）
  - 三名村 ← 上名村、下名村、西宇村
  - 三縄村 ← 中西村、漆川村、中津川村、松尾村、大利村、川崎村
  - 池田村 ← 池田町[2]、池田村
  - 井川村 ← 東井川村、西井川村
  - 井内谷村（井内谷が単独村制）
  - 加茂村（単独村制。現・東みよし町）
  - 三庄村 ← 中庄村、毛田村、西庄村（現・東みよし町）
- 明治24年（1891年）4月1日 - 郡制を施行。
- 明治38年（1905年）10月1日 - 池田村が町制施行して池田町となる。（1町12村）
- 明治40年（1907年）11月1日 - 井川村が町制施行・改称して辻町となる。（2町11村）
- 大正12年（1923年）4月1日 - 郡会が廃止。郡役所は存続。
- 大正13年（1924年）1月26日 - 三野村が町制施行して三野町となる。（3町10村）
- 大正14年（1925年）10月1日 - 昼間村が町制施行して昼間町となる。（4町9村）
- 大正15年（1926年）7月1日 - 郡役所が廃止。以降は地域区分名称となる。
- 昭和25年（1950年）1月1日 - 美馬郡東祖谷山村・西祖谷山村の所属郡が本郡に変更。（4町11村）
- 昭和26年（1951年）11月3日 - 加茂村が町制施行して加茂町となる。（5町10村）
- 昭和30年（1955年）3月21日 - 昼間町・足代村が合併して三好町が発足。（5町9村）
- 昭和31年（1956年）9月30日（6町6村）
  - 箸蔵村が池田町に編入。
  - 山城谷村が三名村を編入のうえ町制施行・改称して山城町となる。（6町6村）
- 昭和34年（1959年）
  - 3月31日（6町3村）
    - 加茂町・三庄村が合併して三加茂町が発足。
    - 三縄村・佐馬地村が池田町に編入。

  - 4月1日 - 辻町・井内谷村が合併して井川町が発足。（6町2村）
- 平成18年（2006年）3月1日（1町）
  - 三好町・三加茂町が合併して東みよし町が発足。
  - 三野町・池田町・山城町・井川町・東祖谷山村・西祖谷山村が合併して三好市が発足し、郡より離脱。

## 地名の由来
百済国王の末裔、三善氏に由来する、という説があるが、「三野・三津・三繩」の三郷を合わせて、「三好」という佳名にしたのだとも考えられる。

## 行政
高知県三好郡長
| 代 | 氏名 | 就任年月日               | 退任年月日               | 備考         |
| -- | ---- | ------------------------ | ------------------------ | ------------ |
| 1  |      | 明治12年（1879年）1月4日 |                          |              |
|    |      |                          | 明治13年（1880年）3月1日 | 徳島県に移管 |

徳島県三好郡長
| 代 | 氏名 | 就任年月日               | 退任年月日                | 備考                   |
| -- | ---- | ------------------------ | ------------------------- | ---------------------- |
| 1  |      | 明治13年（1880年）3月2日 |                           |                        |
|    |      |                          | 大正15年（1926年）6月30日 | 郡役所廃止により、廃官 |